# Američka okupacija Nikaragve
Američka okupacija Nikaragve bila je vojna operacija koju su poduzele SAD. Formalno su SAD okupirale Nikaragvu 1912. godine, iako su već bile poduzele nekoliko poduzetih operacija manjeg opsega prije glavne okupacije u punom opsegu. Okupacija je trajala sve do kraja Velike ekonomske krize 1933. godine. SAD poduzele su vojnu intervenciju u Nikaragvi radi sprječavanja da itko drugi izgradi Nikaragvanski kanal osim SAD. Operacija je bila dijelom većeg sukoba zvanog Bananski ratovi.
Nikaragva je 1916. postala kvazi-protektorat nakon Sporazuma Bryan - Chamorro. Okupacija je završila kad je nikaragvanski revolucionar Augusto César Sandino poveo svoje gerilce protiv američkih snaga. Velika ekonomska depresija iscrpila je SAD. Okupacija je bivala sve skupljom američkoj vladi koja je pritisnuta time naredila povlačenje 1933. godine. 
Okupaciju dijelimo u dvije faze. Prva okupacija trajala je od 1912. do 1925., a druga od 1926. do 1933. godine. U međurazdoblju bio je građanski rat u Nikaragvi koji je trajao od 1926. do 1927. godine. SAD su pokušale riješiti 1927. godine situaciju Ugovorom iz Espino Negra, koji sve frakcije nisu prihvatile.

## Vanjske poveznice
- Nicaragua 8 1850-1868
- Nicaragua 10 1909-1933
- Sandino rebellion 1927-1934